# Vuotnaberget
Vuotnaberget este o arie protejată (arie specială de conservare — SAC, sit de importanță comunitară — SCI) din Suedia întinsă pe o suprafață de 18,7 ha, integral pe uscat.

## Localizare
Centrul sitului Vuotnaberget este situat la coordonatele 66°30′47″N 20°47′11″E / 66.5131°N 20.7864°E.

## Înființare
Situl Vuotnaberget a fost declarat sit de importanță comunitară în decembrie 1995 pentru a proteja 1 specie de plante. Situl a fost protejat și ca arie specială de conservare în martie 2011.

## Biodiversitate
Situată în ecoregiunea boreală, aria protejată conține 2 habitate naturale: Taiga vestică, Mlaștini turboase de tranziție și turbării mișcătoare.
La baza desemnării sitului se află o specie protejată de  plante: Calypso bulbosa.